# Vũ Thanh Bình
Vũ Thanh Bình là Trung tướng Công an nhân dân Việt Nam. Ông là nguyên Phó Tổng cục trưởng Tổng cục An ninh, Bộ Công an (Việt Nam).

## Tiểu sử
Năm 2006, ông mang quân hàm Đại tá, giữ chức vụ Phó Cục trưởng Cục Quản lý xuất nhập cảnh, Bộ Công an.
Tháng 3 năm 2010, ông mang quân hàm Đại tá, giữ chức vụ Cục trưởng Cục Quản lý xuất nhập cảnh, Bộ Công an.
Từ năm 2011 đến năm 2012, ông mang quân hàm Thiếu tướng, giữ chức vụ Phó Tổng cục trưởng Tổng cục An ninh 1, Bộ Công an (Việt Nam).
Tháng 9 năm 2014, ông mang quân hàm Thiếu tướng, là Phó Bí thư Đảng ủy, Phó Tổng cục trưởng Tổng cục An ninh I.
Tháng 11 năm 2014, ông mang quân hàm Trung tướng, giữ chức vụ Phó Tổng cục trưởng Tổng cục An ninh 1, Bộ Công an (Việt Nam).
Từ năm 2015 đến năm 2018, ông là Phó Tổng cục trưởng Tổng cục An ninh, Bộ Công an (Việt Nam).

## Lịch sử thụ phong quân hàm
- Thiếu tướng (2011)
- Trung tướng (2014)